# Dāmgheh-ye Bozorg
Dāmgheh-ye Bozorg (persiska: دامغه بزرگ) är en ort i Iran.   Den ligger i provinsen Khuzestan, i den centrala delen av landet, 600 km söder om huvudstaden Teheran. Dāmgheh-ye Bozorg ligger 14 meter över havet och antalet invånare är 409.
Terrängen runt Dāmgheh-ye Bozorg är platt.Runt Dāmgheh-ye Bozorg är det ganska tätbefolkat, med 144 invånare per kvadratkilometer. Närmaste större samhälle är Ahvaz, 12,0 km nordväst om Dāmgheh-ye Bozorg. Trakten runt Dāmgheh-ye Bozorg är ofruktbar med lite eller ingen växtlighet.